# Sauvagesia cryptothallis
Sauvagesia cryptothallis är en tvåhjärtbladig växtart som beskrevs av S.Nozawa. Sauvagesia cryptothallis ingår i släktet Sauvagesia och familjen Ochnaceae. Inga underarter finns listade i Catalogue of Life.